# Kenyentulus
Kenyentulus är ett släkte av urinsekter. Kenyentulus ingår i familjen lönntrevfotingar.

## Dottertaxa tillKenyentulus, i alfabetisk ordning[1]
- Kenyentulus ailaoshanensis
- Kenyentulus anmashanus
- Kenyentulus beibeiensis
- Kenyentulus chongqingensis
- Kenyentulus ciliciocalyci
- Kenyentulus condei
- Kenyentulus daliensis
- Kenyentulus datongensis
- Kenyentulus dolichadeni
- Kenyentulus fanjingensis
- Kenyentulus hainanensis
- Kenyentulus hauseri
- Kenyentulus henanensis
- Kenyentulus hubeinicus
- Kenyentulus imadatei
- Kenyentulus japonicus
- Kenyentulus jianfengensis
- Kenyentulus jinghongensis
- Kenyentulus jinjiangensis
- Kenyentulus jiuzhaiensis
- Kenyentulus kangdingensis
- Kenyentulus kenyanus
- Kenyentulus malaysiensis
- Kenyentulus medogensis
- Kenyentulus menglunensis
- Kenyentulus minys
- Kenyentulus monlongensis
- Kenyentulus monticolus
- Kenyentulus ohyamai
- Kenyentulus sakimori
- Kenyentulus sanjianus
- Kenyentulus serdinensis
- Kenyentulus setosus
- Kenyentulus shennongjiensis
- Kenyentulus xiaojinshanensis
- Kenyentulus xingshanensis
- Kenyentulus yaanensis
- Kenyentulus yayukae
- Kenyentulus yinae